# Przestwory międzykomórkowe
Przestwory międzykomórkowe – pojęcie z zakresu biologii oznaczające połączone ze sobą, wolne przestrzenie pomiędzy komórkami.

## Zoologia
U zwierząt występują głównie w tkance nabłonkowej. Są zbudowane z różnych substancji, których zadaniem jest zapewnienie kontaktu pomiędzy sąsiadującymi komórkami.

## Botanika
U roślin zazwyczaj tworzą układ przewietrzający (wraz z aparatami szparkowymi i przetchlinkami), często łączą się w złożony system komór i kanałów (np. miękisz powietrzny). Czasami stanowią element układu wydzielniczego (kanały żywiczne, śluzowe lub olejkowe).
W botanice wyróżnia się 3 rodzaje przestworów międzykomórkowych:
- schizogeniczne – powstają wskutek rozpuszczenia się blaszki środkowej (występują najczęściej),
- lizygeniczne – powstają wskutek rozpuszczenia się ścian komórkowych (np. przestwory gromadzące olejki eteryczne w owocni cytrusów lub liściach eukaliptusów),
- reksygeniczne – powstają wskutek wzrostu rozrywającego komórki (np. kanały centralne traw).